# Strażnica WOP Pstrążna
Strażnica Wojsk Ochrony Pogranicza Stransdorf/Strużyny/Pstrążna – nieistniejący obecnie podstawowy pododdział Wojsk Ochrony Pogranicza pełniący służbę graniczną na granicy polsko-czechosłowackiej.

## Formowanie i zmiany organizacyjne
Strażnica została sformowana w 1945 w strukturze 52 komendy odcinka jako 242 strażnica WOP (Stransdorf) o stanie 56 żołnierzy. Kierownictwo strażnicy stanowili: komendant strażnicy, zastępca komendanta do spraw polityczno-wychowawczych i zastępca do spraw zwiadu. Strażnica składała się z dwóch drużyn strzeleckich, drużyny fizylierów, drużyny łączności i gospodarczej. Etat przewidywał także instruktora do tresury psów służbowych oraz instruktora sanitarnego. Strażnica wystawiła placówkę w Ostrej Górze.
Od 15 marca 1954 wprowadzono nową numerację strażnic w skali kraju. Strażnica posiadała numer 252.
W 1956 rozpoczęto numerowanie strażnic na poziomie brygady. Strażnica II kategorii Pstrążna była 16. w 5 Brygadzie Wojsk Ochrony Pogranicza. 
W 1960, po kolejnej zmianie numeracji, strażnica posiadała numer 11 i zakwalifikowana była do kategorii II w 5 Sudeckiej Brygadzie WOP . W 1964 występowała jako placówka nr 10 II kategorii podległa bezpośrednio SBWOP.
22 sierpnia 1989  strażnica WOP Pstrążna została rozformowana, a ochraniany odcinek granicy przejęła Strażnica WOP Czermna.

## Ochrona granicy
Strażnica kadrowa (Placówka WOP Pstrążna) wzmacniana była w okresie letnim drużyną służby niemundurowej N – w ubraniach cywilnych (żołnierze zasadniczej służby). W okresie zimowym wyposażona była w skuter śnieżny Buran umożliwiający patrolowanie granicy państwowej .

### Strażnice sąsiednie
- 241 strażnica WOP Sackisch ⇔ 243 strażnica WOP Wunschelburg – 1946
- Strażnica WOP Czermna ⇔ Strażnica WOP Radków – 1979.

## Dowódcy strażnicy
- por. Józef Prokop (był w 1951)
- kpt Roman Zajączkowski (1977–był w 1979).